# Eutymiusz I Synkellos
Eutymiusz I Synkellos, gr.  Εὐθύμιος Α΄ ὁ Σύγκελλος (ur. ok. 830, zm. 917) – patriarcha Konstantynopola w latach 907–912. 

## Życiorys
Był patriarchą Konstantynopola od lutego 907 do 15 maja 912 r. Został nim po usunięciu Mikołaja I Mistyka, który zajął negatywne stanowisko wobec czwartego małżeństwa cesarza Leona VI. Po wstąpieniu na tron Aleksandra, Mikołaj I Mistyk powrócił na tron. Eutymiusz uchodził za człowieka równie pobożnego, jak i ograniczonego. 